# Bạch cầu hạt
Bạch cầu hạt là một loại tế bào bạch cầu được đặc trưng bởi sự hiện diện của các hạt trong tế bào chất của chúng. Chúng còn được gọi là bạch cầu nhân đa hình (PMN, PML hoặc PMNL) vì hình dạng khác nhau của nhân, thường được chia thành ba phân đoạn. Điều này phân biệt chúng với các tế bào bạch cầu không hạt. Theo cách nói thông thường, thuật ngữ bạch cầu hạt thường đề cập cụ thể đến " bạch cầu hạt trung tính ", nhiều nhất trong số các bạch cầu hạt; các loại khác (bạch cầu ái toan, bạch cầu ái kiềm và tế bào mast) có số lượng thấp hơn. Bạch cầu hạt được sản xuất thông qua vùng tạo bạch cầu hạt trong tủy xương.

## Phân loại
Có bốn loại bạch cầu hạt:
- Bạch cầu ái kiềm
- Bạch cầu ái toan
- Bạch cầu trung tính
- Tế bào mast

Ngoại trừ các tế bào mast, tên của chúng được lấy từ các đặc tính nhuộm màu của chúng; ví dụ, bạch cầu hạt phong phú nhất là bạch cầu hạt trung tính, trong đó có các hạt tế bào chất nhuộm trung tính.

## Bạch cầu ái kiềm (basophil)
Bạch cầu ái kiềm/Bạch cầu ưa kiềm là một loại bạch cầu hạt, chúng lưu thông trong máu rất giống dưỡng bào, một loại tế bào ở ngay bên ngoài của nhiều mao mạch.
Chúng giải phóng heparin vào máu (một chất chống đông máu), và cũng có thể lấy đi những hạt mỡ sau một bữa ăn nhiều mỡ. Dưỡng bào và bạch cầu ưa kiềm cũng giải phóng ra histamin, một lượng nhỏ bradykinin và serotonin. Chính các dưỡng bào trong những mô bị viêm đã giải phóng ra các chất kể trên trong quá trình viêm.
Bạch cầu ưa kiềm đóng vai trò cực kỳ quan trọng trong một số phản ứng dị ứng vì kháng thể IgE gây phản ứng dị ứng rất hay gắn vào dưỡng bào và bạch cầu ưa kiềm. Khi có kháng nguyên đặc hiệu phản ứng với kháng thể, kháng nguyên này sẽ gắn vào kháng thể làm cho dưỡng bào và bạch cầu ưa kiềm vỡ ra và giải phóng một lượng lớn histamin, bradykinin, serotonin, heparin, chất phản ứng chậm của shock phản vệ và một số men thủy phân của lysosom. Những chất này gây ra các phản ứng mạnh và phản ứng mở tại chỗ để gây ra các biểu hiện dị ứng.

## Bạch cầu ái toan (eosinophil)
Bạch cầu ái toan/Bạch cầu ưa axit là một loại bạch cầu hạt. So với bạch cầu hạt trung tính, bạch cầu hạt ưa axit ít có khả năng vận động và thực bào. Bình thường, bạch cầu ưa axit không thực bào vi khuẩn. Chức năng đầu tiên của bạch cầu ưa axit là khử độc các protein lạ và các chất khác. Bạch cầu ưa axit cũng có khả năng hoá ứng động nhưng yếu tố hấp dẫn chúng là sự có mặt của các kháng thể đặc hiệu với các protein lạ. Phức hợp kháng nguyên - kháng thể hấp dẫn bạch cầu ưa axit di chuyển từ máu vào các mô liên kết. Bạch cầu hạt ưa kiềm và dưỡng bào (mastocyte) cũng giải phóng yếu tố hấp dẫn bạch cầu ưa axit đến vùng mô tổn thương.
Bình thường, bạch cầu ưa axit có nhiều ở mô liên kết hơn ở trong máu, đặc biệt là ở phổi, tuyến vú, mạc treo, thành trong của ruột non. Số lượng bạch cầu ưa axit tăng cao trong các phản ứng miễn dịch và tự miễn dịch, trong quá trình phân huỷ protein của cơ thể và trong một số bệnh nhiễm ký sinh trùng. Mặc dù ký sinh trùng có kích thước rất lớn so với bạch cầu hạt ưa axit nhưng bạch cầu hạt ưa axit tấn công được ký sinh trùng và giải phóng ra nhiều chất để giết ký sinh trùng.

## Bạch cầu trung tính (neutrophil)

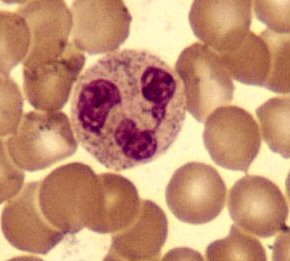
Một bạch cầu trung tính có nhân phân đoạn (trung tâm và được bao quanh bởi hồng cầu), các hạt trong tế bào có thể nhìn thấy trong tế bào chất (độ phóng đại cao của Giemsa)

Bạch cầu trung tính là một loại thực bào và thường được tìm thấy trong máu và là loại thực bào phong phú nhất, chiếm 60% đến 65% tổng số tế bào bạch cầu lưu hành, và bao gồm hai quần thể: kẻ giết bạch cầu trung tính và bạch cầu trung tính. Một lít máu người chứa khoảng năm tỷ (5x10 9) bạch cầu trung tính, có đường kính khoảng 12 con15 micromet.
Trong giai đoạn đầu (cấp tính) của phản ứng viêm, đặc biệt trong trường hợp là kết quả của nhiễm trùng vi khuẩn, phơi nhiễm môi trường, và vài loại ung thư, thì bạch cầu trung tính là một trong các yếu tố phản ứng đầu tiên trong những tế bào kháng viêm di chuyển đến vùng bị viêm. Chúng di chuyển qua các mạch máu, sau đó xuyên qua mô kẽ, đi theo các tín hiệu hóa học như Interleukin-8 (IL-8), C5a, fMLP và Leukotriene B4 trong một quá trình gọi là hóa hướng động. Chúng là các tế bào chiếm ưu thế ở trong mủ, tạo nên màu vàng/trắng của mủ. Bạch cầu trung tính được triệu tập đến vùng bị thương chỉ trong vài phút sau chấn thương, và là biểu hiện đặc trưng của viêm nhiễm cấp tính. Khi bạch cầu trung tính đã nhận được các tín hiệu thích hợp, chúng sẽ mất khoảng ba mươi phút để rời khỏi máu và đến vị trí bị nhiễm trùng. Bạch cầu trung tính không trở lại máu; chúng biến thành tế bào mủ và chết.
Bạch cầu trung tính trưởng thành nhỏ hơn bạch cầu đơn nhân và có nhân phân đoạn với nhiều phần (hai đến năm đoạn); mỗi phần được kết nối bởi các sợi nhiễm sắc. Bạch cầu trung tính thường không thoát ra khỏi tủy xương cho đến khi trưởng thành, nhưng trong quá trình tiền chất bạch cầu trung tính bị nhiễm trùng được gọi là myelocytes và promyelocytes được giải phóng.

## Tế bào mast (mast cells/mastocyte/labrocyte)

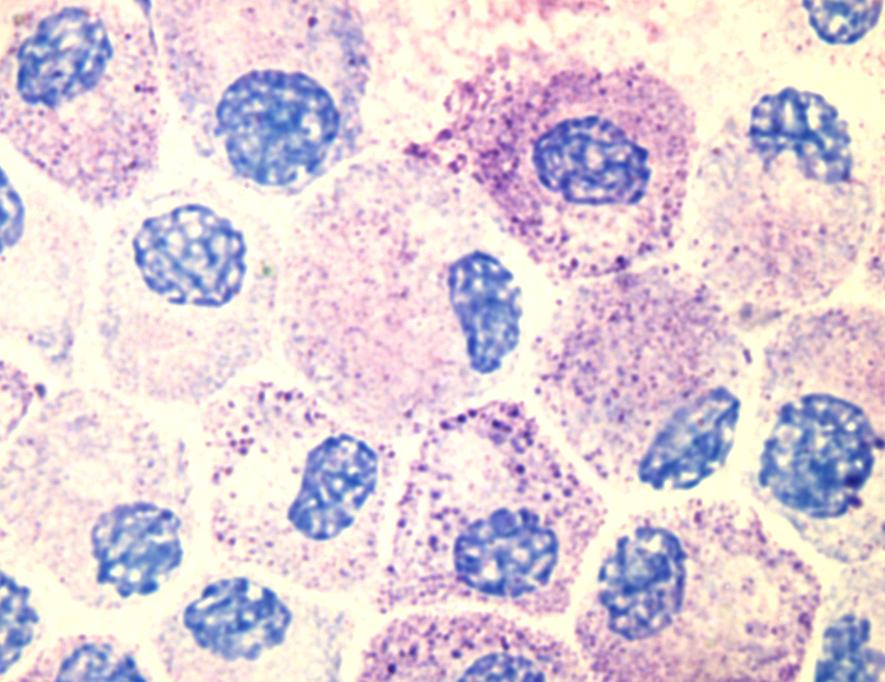
Hình ảnh các tế bào Mast nằm sát với nhau trong mô

Tế bào mast là một tế bào có mặt trong các mô hay tế bào có chất là những hạt ưa kiềm, nhưng hạt sẽ thường nhỏ hơn những hạt trong bạch cầu ái kiềm.
Cũng tương tự như bạch cầu ái kiềm, tế bào mast có khả năng hoạt hóa khi ở trên các bề mặt có thụ thể được gắn với Fc của IgE còn phần Fab lại gắn chéo với KN, hay khi có những chất gây phản vệ như C3a, C5a gắn vào thụ thể bề mặt. Tế bào mast khi trên bề mặt gắn với IgE hoặc các độc tố gây phản vệ C3a và C5a sẽ được hoạt hóa làm thoát bọng (hạt) và tiết các chất trung gian gây viêm.
Một số chất trung gian của tế bào mast được hình thành từ trước và tích lũy trong hạt. Khi tế bào được hoạt hóa chúng sẽ được giải phóng ngay. Một số chất trung gian mới được hình thành. Tế bào mast cũng tiết ra cytokin.
Bạch cầu trung tính cũng tiết ra một số chất trung gian gây viêm ngược lại một số chất lại có hiệu quả kháng viêm đối với các chất trung gian của tế bào mast.